# Arqalyq
Arqalyq (kasachisch Арқалық; früher russisch Аркалык Arkalyk oder auch Arkalik) ist eine Stadt in Zentralkasachstan mit etwa 26.000 Einwohnern.

## Geographische Lage
Die Stadt ist 400 km von der Gebietshauptstadt Qostanai und 334 km von der Hauptstadt Astana entfernt.

## Geschichte
Arqalyq wurde 1956 gegründet und bekam 1965 die Stadtrechte verliehen. Die Stadt wurde 1970 zum Zentrum der neuen Oblast Torghai, die bis 1988 innerhalb der Kasachischen SSR bestand.

## Bevölkerung
| Einwohnerentwicklung | Einwohnerentwicklung | Einwohnerentwicklung | Einwohnerentwicklung | Einwohnerentwicklung | Einwohnerentwicklung |
| 1959                 | 1970                 | 1979                 | 1989                 | 1999                 | 2009                 |
| -------------------- | -------------------- | -------------------- | -------------------- | -------------------- | -------------------- |
| 3.609                | 15.108               | 47.963               | 62.367               | 45.736               | 28.169               |

## Wirtschaft
Die Stadt war ein Zentrum des sowjetischen Raumfahrtprogrammes. Viele Kosmonauten sind hier in der Nähe in der kasachischen Steppe gelandet und zuerst nach Arqalyq gekommen, bevor sie nach Baikonur weiterreisten. Auch heute noch landen russische Sojus Raumkapseln in der Umgebung von Arqalyq. Außerdem befand sich hier eine Abschussanlage für Flugabwehrraketen, die einzige Anlage, von der die FLA-Einheiten der Warschauer-Pakt-Armeen den Abschuss fliegender Ziele real durchführen konnten.
Heute ist eine Bauxitmine der größte Arbeitgeber der Stadt. Sie gehört zum Unternehmen Aluminium Kasachstan. Da sich die Reserven dem Ende zuneigen, soll die Förderung aber 2023 eingestellt werden.
Die Stadt selbst liegt sehr abgelegen. Der regionale Flughafen Arqalyq wurde geschlossen, und die nächste Stadt liegt 15 Stunden mit dem Zug entfernt, denn Arqalyq befindet sich am Ende der Eisenbahnabzweigung aus Jessil.

## Söhne und Töchter der Stadt
- Nurmuchambet Äbdibekow (* 1961), Politiker